# 提摩西·崔德威
提摩西·崔德威（1957年4月29日—2003年10月5日），生於紐約長島，美國自然保育人士、生態紀錄片者，以愛好灰熊卻被灰熊殺死聞名。
2003年10月5日，提摩太·崔德威與他的女友阿米·胡格纳德（Amie Huguenard）遭一隻28歲的雄性灰熊殺害並幾乎被完全吞食。該熊的胃部後來被發現含有人類遺骸與衣物。
崔德威的生平、工作與死亡後被韋納·荷索的紀錄片《灰熊人》（Grizzly Man，2005年）紀錄，因而為世人知曉。

## 生平

### 早年和教育
提摩太·崔德威（Timothy Treadwell）出生於紐約州長島上的米尼奧拉，是瓦爾·德克斯特（Val Dexter）與卡羅·安（Carol Ann，娘家姓巴特爾 Bartell）所生五個孩子之一。他就讀於康內特奎特高中（Connetquot High School），是學校游泳隊的明星跳水選手。他非常喜愛動物，曾飼養一隻名叫威利（Willie）的松鼠作為寵物。
在紀錄片《灰熊人》（2005年）中的一次訪談中，他的父母表示，崔德威在大學前一直是個普通的年輕人。他曾以游泳與跳水獎學金而獲得就讀布拉德利大學（Bradley University，一所位於伊利諾伊州皮奧里亞的大學）。在校期間，他曾聲稱自己是英國孤兒，另一些場合則自稱來自澳大利亞。
大學畢業後，崔德威搬到洛杉磯追求演藝事業。他的父親表示，在錯失情境喜劇《歡樂單身派對》（Cheers）中「伍迪·博伊德」（Woody Boyd）一角給伍迪·哈里森（Woody Harrelson）後，崔德威開始「走下坡」，並染上酒精濫用的問題。
1987年，他將姓氏從德克斯特（Dexter）正式更改為崔德威（Treadwell），這是他母親家族的姓氏，他多年來已非正式使用這個名字。

### 和灰熊結緣
1989年夏，崔德威首次到阿拉斯加旅行時见到灰熊，从此致力于灰熊保育工作。根據他所著的《與灰熊為伍：在阿拉斯加與野熊共生》（Among Grizzlies: Living with Wild Bears in Alaska）一書，他保護熊的使命始於1980年代末，當時他剛從一次幾乎致命的海洛因過量中倖存下來。他寫道，與野熊的第一次接觸讓他確信自己找到了人生的召喚，並相信自己的命運與熊的命運緊密相連。他將自己擺脫毒品與酒精成癮的康復，完全歸功於與熊之間建立的關係。
他每年夏天會到卡特邁國家公園和自然保護區攝影他本人与灰熊相处的情景，認為熊是他的朋友，還將遇到每头灰熊起名字。他与熊為伍的行為，引得各媒体蜂拥而至。1999年，探索頻道同崔德威联合拍摄电视特辑《灰熊日记》，从此名扬天下。

### 身死

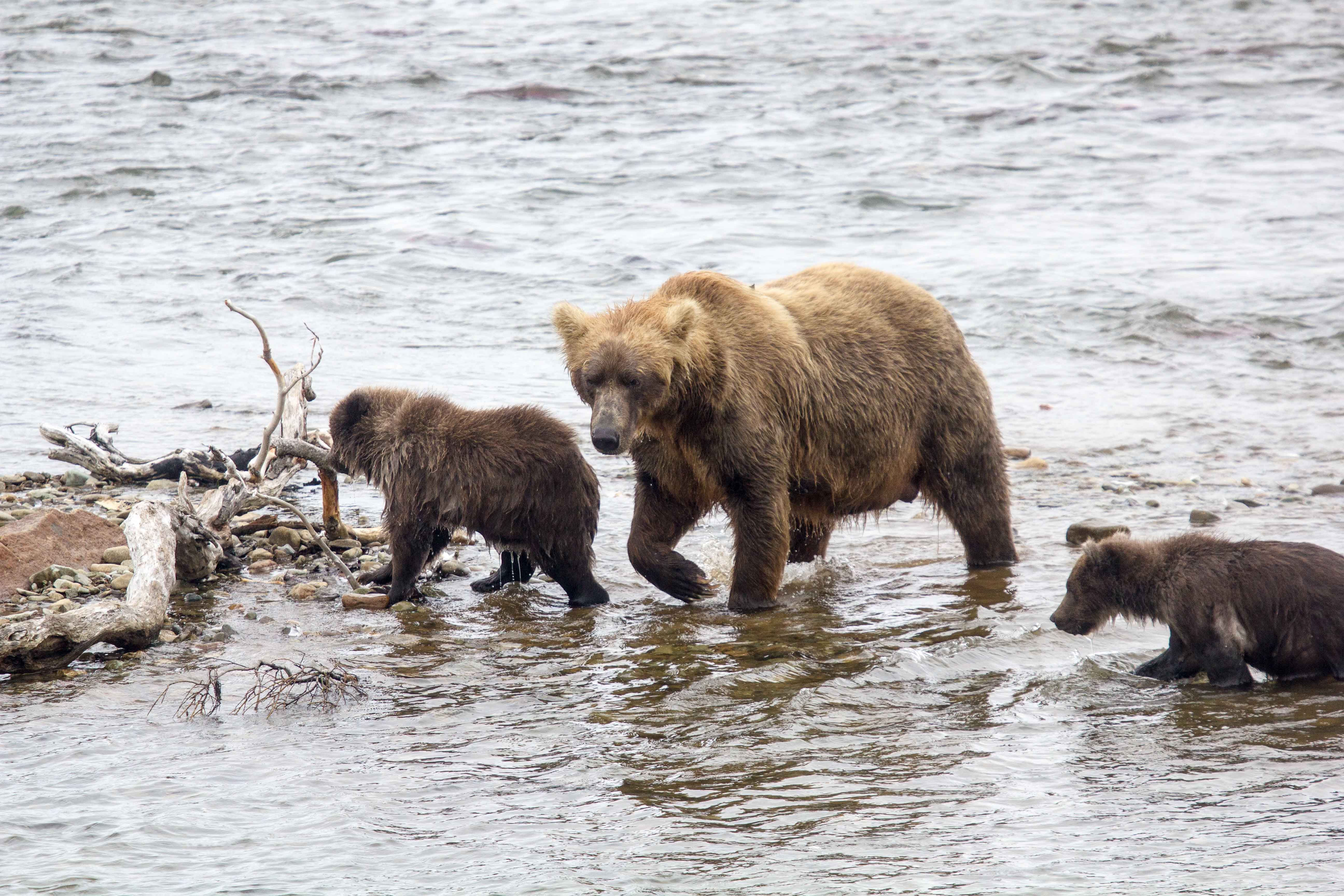
卡特邁國家公園內的灰熊

2003年10月，崔德威與他的女友──醫師助理阿米·胡格纳德（Amie Huguenard，1965年10月23日生於紐約州水牛城）一同造訪卡特邁國家公園（Katmai National Park），該公園位於阿拉斯加半島上，與科迪亞克島隔著舍利科夫海峽相望。
在紀錄片《灰熊人》中，導演韋納·荷索表示，崔德威在日記中曾記錄胡格纳德對熊感到害怕，並對牠們的存在感到極度不安。她的最後幾篇日記寫到自己希望離開卡特邁。
在崔德威死前幾小時拍攝的最後幾段影片中，有一段是一隻熊為了一塊死鮭魚反覆潛入河中。他在影片中提到，自己在那隻熊身邊感覺不太自在。在《灰熊人》中，韋納·荷索推測特崔德威拍攝的是否就是那隻殺死他的熊。

崔德威將營地設在一條鮭魚溪附近，該處為野生灰熊在秋季常來覓食的地點。他這次進入公園的時間比往年都晚，正值熊類為冬眠前盡可能積蓄脂肪的時期。該年秋天食物短缺，使得熊群比平時更加具有攻擊性。
10月5日，當崔德威的女友阿米·胡格纳德（Amie Huguenard）在替他拍攝與入鏡的灰熊時，崔德威被一隻跑來的灰熊襲擊。他對女友大喊：「快出來！我被殺了！」（「Get out here, I'm getting killed!」）但兩人依然接連被熊殺死。
現場尋獲的一部攝影機在攻擊發生時曾經啟動，但警方表示，六分鐘的錄影帶中只有聲音與呼喊，錄下的是一隻棕熊將崔德威撕咬致死的過程。錄音一開始是崔德威大聲呼喊：「快出來！我被殺了！」他尖叫道：「我在這裡被殺了！」
由於影像中僅有聲音，警方推測攻擊可能發生在攝影機被放入背包中，或是在漆黑的夜間進行拍攝時。在《灰熊人》紀錄片中，導演荷索指出，攝影機的鏡頭蓋仍蓋著，這表示崔德威與雨果娜可能正準備拍攝新一段影片時遭到襲擊。攝影機在攻擊前啟動，但僅錄下六分鐘的音訊便耗盡錄影帶。
然而這六分鐘仍錄下了足夠的內容：熊對崔德威的初次攻擊與他的痛苦尖叫；當胡格纳德叫他裝死並嘗試驅趕熊後，熊暫時離開；最後又返回將崔德威拖入森林中。
美國地質調查局阿拉斯加科學中心的生態學家湯姆·史密斯（Tom Smith）評論道：「他幾乎違反了公園所有規定，無論是與熊的距離、騷擾野生動物，還是干擾自然過程。從一開始，他的個人意願就與國家公園管理處的原則相衝突。他曾多次被警告。」針對崔德威的死亡，史密斯總結說：「這是個悲劇，但並不難以預測。」